# كوكو (فلم 2024)
كوكو (بالإنجليزية: Cuckoo) فلم رعب أمريكي-ألماني من اخراج وسيناريو تلمان سنغر. وبطولة هانتر شيفر. الفلم إنتاج مشترك بين ألمانيا والولايات المتحدة، ويحكي قصة مراهقة تنتقل إلى جبال الألب الألمانية لتعيش مع والدها، لكنها تُصاب بالانزعاج بسبب أحداث غريبة، إذ يُورط مدير والدها، عائلتها في مؤامرة شريرة.
عُرض فلم "كوكو" لأول مرة عالميًا في الدورة 74 لمهرجان برلين السينمائي الدولي في 16 فبراير 2024. وتم إصدار الفلم في دور العرض في الولايات المتحدة في 9 أغسطس 2024، وفي ألمانيا في 29 أغسطس 2024. وتلقى الفلم مراجعات إيجابية بشكل عام من النقاد وحقق إيرادات بلغت 6.7 مليون دولار.

## الممثلون
- هانتر شيفر بدور: غريتشن
- دان ستيفنز بدور: السيد كونيغ
- جيسيكا هنويك بدور: بيث
- جان بلوثارت بدور: هنري
- مارتون كسوكاس بدور: لويس
- غريتا فرنانديز بدور: تريكسي
- أستريد بيرجيس فريسبي بدور: إد
- كونراد سينغر بدور: إريك
- بروشات مدني بدور: دكتور بونومو
- كالين مورو بدور: المرأة ذات القلنسوة

## روابط خارجية
- كوكو على موقع IMDb (الإنجليزية)
- كوكو على موقع ميتاكريتيك (الإنجليزية)
- كوكو على موقع روتن توميتوز (الإنجليزية)
- كوكو على موقع ألو سيني (الفرنسية)
- كوكو على موقع أول موفي (الإنجليزية)
- كوكو على موقع فيلمافينيتي (الإسبانية)
- كوكو على موقع قاعدة بيانات الفيلم (الإنجليزية)
- كوكو على موقع ليتربوكسد (الإنجليزية)
- كوكو على موقع كينوبويسك (الروسية)